# Xã Sheridan, Quận Clare, Michigan
Xã Sheridan (tiếng Anh: Sheridan Township) là một xã thuộc quận Clare, tiểu bang Michigan, Hoa Kỳ. Năm 2010, dân số của xã này là 1.575 người.